# Donald Rumsfeld
Donald Henry Rumsfeld (ur. 9 lipca 1932 w Evanston, zm. 29 czerwca 2021 w Taos) – amerykański polityk, działacz Partii Republikańskiej, sekretarz obrony USA w gabinecie prezydenta George’a W. Busha w latach 2001–2006. Poprzednio również pełnił tę funkcję przez rok i dwa miesiące w administracji Geralda Forda.

## Działalność

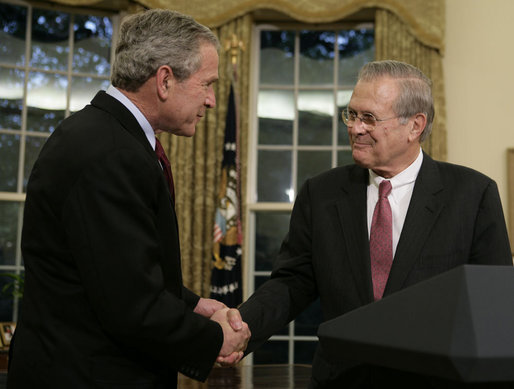
Rumsfeld podczas rozmowy z prezydentem USA George’em Walkerem Bushem

Rumsfeld był zarówno najmłodszym, jak i najstarszym sekretarzem obrony. W czasie pierwszego urzędowania jako sekretarz obrony (1975–1977), podjął m.in. decyzję o likwidacji ówczesnego – opartego na pociskach rakietowych z głowicami jądrowymi – systemu antybalistycznego Safeguard, którego odpowiednik (system antybalistyczny Galosz) Związek Radziecki, a następnie Rosja utrzymuje w gotowości bojowej (według stanu na rok 2008).
Rumsfeld zasiadał w radzie nadzorczej grupy ABB w latach 1990-2001, która w 2000 roku zawarła kontrakt z Koreą Północną o wartości 200 mln USD na zaprojektowanie reaktorów jądrowych i dostarczenie Korei Północnej komponentów do ich budowy. Natomiast w 2002 określił Koreę Północną jako część osi zła (państwa zbójeckie), państwo wspierające terroryzm oraz produkujące broń masowej zagłady.
Uważany był za jednego z najbardziej kontrowersyjnych polityków ówczesnej administracji, m.in. przez wzgląd na przygotowanie i przeprowadzenie interwencji w Iraku. Politycy Partii Demokratycznej i część przywódców europejskich krytykowała politykę Rumsfelda jako prowadzoną jednostronnie, sprzeczną z prawem międzynarodowym i destabilizującą sytuację na świecie. Znalazł on jednak również obrońców, powołujących się przede wszystkim na obronę demokracji i walkę z terroryzmem jako priorytety, które przyświecały administracji amerykańskiej w okresie jego urzędowania. Interwencję w Iraku, za którą to on w dużym stopniu odpowiadał, poparły rządy m.in. Włoch, Hiszpanii, Wielkiej Brytanii, Japonii czy Polski. Te i inne państwa wysłały do Iraku swoje kontyngenty wojskowe. Działo się to jednak w większości przypadków w warunkach dużego sprzeciwu społecznego wobec takich działań.
Środowiska lewicowe w USA uważają go za osobę odpowiedzialną za sprawę torturowania jeńców w Iraku. W kwietniu 2006 z obroną sekretarza wystąpił były prezydent Ford. Wydany w grudniu 2008 raport Senackiej Komisji Sił Zbrojnych wskazuje jednak Rumsfelda i jego najbliższych współpracowników za bezpośrednio odpowiedzialnych wydarzeniom w Abu-Ghraib i Guantánamo, pisząc, iż bez ich zezwolenia nie byłoby to możliwe. Komisja wykazała również, że Rumsfeld rozmyślnie pozwolił uciec Usamie ibn Ladinowi przed oddziałami ścigającymi go w grudniu 2001, narażając Stany Zjednoczone na kolejne ataki terrorystyczne. 
28 stycznia 2009 specjalny sprawozdawca ONZ ds. stosowania tortur Manfred Nowak oznajmił w wywiadzie dla telewizji CNN, że dysponuje wystarczającymi dowodami, aby postawić Rumsfelda w stan oskarżenia o zbrodnie wojenne przed międzynarodowym trybunałem. Rumsfeld miał w USA co najmniej dwie sprawy za tortury i gwałty.

## Przebieg kariery

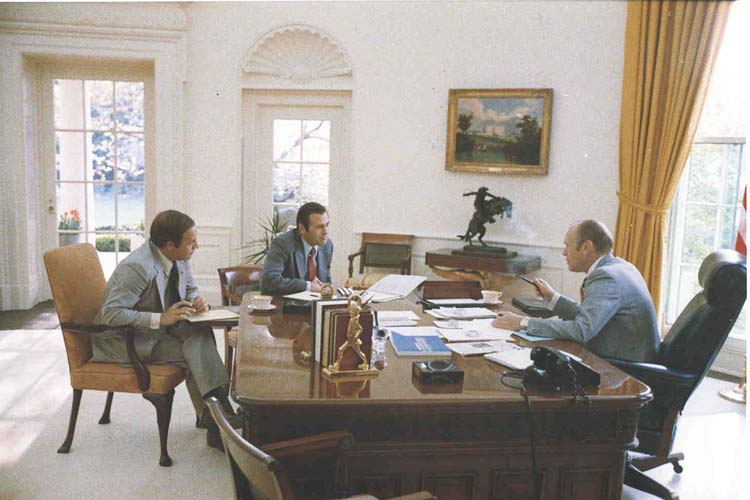
Rumsfeld, Ford i Cheney

- Kongresmen z 13. okręgu Illinois (1963–1969), związany wówczas z liberalnym skrzydłem partii (Republikanie Rockefellera)
- Doradca prezydenta Richarda Nixona ds. wojskowych (1970–1973) (Wprowadził do użytku wojskowego bombowce B-1, okręty podwodne klasy Trident i rakiety klasy MX)
- Szef personelu Białego Domu (1974–1975)
- Sekretarz obrony (1975–1977)
- Między rokiem 1977 a 2001 nie pełnił oficjalnych funkcji, ale podróżował m.in. z poręczenia prezydenta Ronalda Reagana na Bliski Wschód, gdzie spotykał się z Saddamem Husajnem
- Sekretarz obrony (2001–2006)

Rumsfeld był ponadto jednym z wpływowych polityków republikańskich, którzy zmusili do rezygnacji z ponownego kandydowania w 1976 wiceprezydenta Nelsona Rockefellera jako „zbyt liberalnego”.
W 2018 roku, w filmie Vice w reżyserii Adama McKaya, w postać Rumsfelda wcielił się Steve Carell.

## Odznaczenia
- Prezydencki Medal Wolności z Wyróżnieniem[11] (1977)
- Krzyż Wielkiego Oficera Orderu Gwiazdy Rumunii (2003)[12]
- Krzyż Wielki Orderu Zasługi Rzeczypospolitej Polskiej[13] – nadany 8 lipca 2005 przez prezydenta Aleksandra Kwaśniewskiego
- Wielka Wstęga Specjalna Orderu Lśniącej Gwiazdy (Tajwan, 2011)[14]
- Wielka Wstęga Orderu Wschodzącego Słońca (Japonia, 2015)